# Комар (Шумерлинський район)
Кома́р (рос. Комар, чув. Комар) — селище у складі Шумерлинського району Чувашії, Росія. Входить до складу Магарінського сільського поселення.
Населення — 33 особи (2010; 35 у 2002).
Національний склад:
- чуваші — 97 %